# Equator-S
Equator-S es un satélite artificial que forma parte del programa ISTP (International Solar-Terrestrial Physics). Fue construido por el Instituto Max Planck de Física Extraterrestre y lanzado el 2 de diciembre de 1997 como carga secundaria mediante un cohete Ariane 4 desde el puerto espacial de Kourou, en la Guayana Francesa. El proyecto fue financiado por DARA (Deutsche Agentur fur Raumfahrt Angelegenheiten), agencia alemana fusionada en 1996 con el Centro Alemán de Aviación y Vuelos Espaciales. Contó con la colaboración de la ESA y la NASA.
Los objetivos de Equator-S eran proporcionar mediciones de alta resolución (gracias a su rápida velocidad de giro sobre sí mismo, de 60 rpm) sobre el plasma y los campos magnético y eléctrico terrestres en regiones no estudiadas por otras misiones pertenecientes al ISTP, en particular el lado diurno de la magnetopausa a bajas latitudes y su capa límite, la región del anillo de corriente ecuatorial y la capa de plasma ecuatorial en su lado cercano a la Tierra.
La órbita de Equator-S es casi ecuatorial, con un perigeo de 500 km y un apogeo de 11 radios terrestres. La carga útil consiste en siete instrumentos científicos proporcionados por grupos internacionales para estudiar el viento solar y las partículas cargadas atrapadas en la magnetosfera terrestre. Por cuestiones de coste y agenda, los instrumentos son en su mayor parte instrumentos de reserva o de pruebas de ingeniería de otras misiones pertenecientes a ISTP. La nave portaba subsistemas innovadores relativos a energía solar y medidas orbitales para realizar pruebas con las que mejorar diseños de naves futuras. También llevaba experimentos tecnológicos para sacar partido del entorno de alta radiación a la que la nave estaría expuesta, lo que incluiría una célula solar de arseniuro de galio para estudiar su comportamiento ante la alta radiación y un receptor GPS. Disponía de una memoria de 192 Mbytes para almacenar datos de manera temporal.
Equator-S dejó de transmitir datos el 1 de mayo de 1998, probablemente por el fallo del procesador redundante, que a su vez había entrado en funcionamiento debido al fallo del procesador principal el 17 de diciembre de 1997. A pesar de su corto periodo de vida la misión produjo resultados valiosos, con 16 artículos remitidos a la revista Annales Geophysicae en 1999.